# James Beaumont Neilson

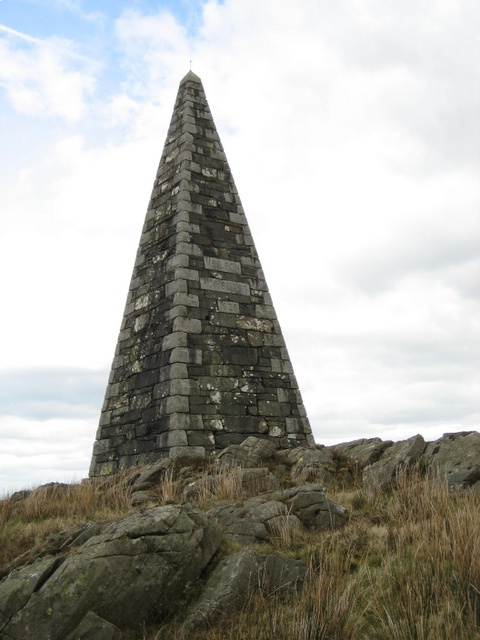
Monumento a Neilson en Barstobrick Hill, on Neilson's former Queenshill estate cerca de Ringford, Kirkcudbrightshire.

James Beaumont Neilson (22 de junio de 1792, Lanark - 18 de enero de 1865, Kirkcudbright) fue un inventor escocés.
Mientras se encontraba trabajando en la fábrica de gas Glasgow Gasworks, puso en práctica el uso de una corriente de aire caliente para fundir la psilomelana. En ese entonces se creía que una ráfaga de aire frío era el método de fusión más eficiente; pero Neilson demostró que era mejor lo opuesto, patentando su idea en 1828.
El uso de chorros de aire caliente triplicó la producción de hierro por cada tonelada de carbón, permitiendo recolectarlo en menas de grado inferior e hizo posible la utilización eficiente de carbón crudo y de menor calidad en vez de coque, induciendo a la construcción de hornos de fusión más grandes.